# 伦道夫 (纽约州)
伦道夫（英語：Randolph）是位于美国纽约州卡特罗格斯县的一个镇，地处卡特罗格斯县的西南部，建于1826年。2010年美国人口普查时，该镇有2602人。其名称来源于佛蒙特州奥兰治县的伦道夫。